# Eppo (tijdschrift)
Eppo is een Nederlands striptijdschrift. Het weekblad verscheen vanaf 1975 ter vervanging van de bladen Sjors en Pep, die te maken hadden met sterk dalende oplagecijfers. Eppo richtte zich, net als de twee voorgangers, op het jongenspubliek. De naam van het blad was ontleend aan de gelijknamige strip van Uco Egmond die werd gepubliceerd in Pep. Eppo presteerde op de tijdschriftenmarkt ver beneden verwachting en kreeg om die reden te maken met een fors aantal wijzigingen van de bladformule en de verschijningsfrequentie. Ook de titel van het blad veranderde regelmatig.
Van 1978 tot 1980 werd Eppo ook in Indonesië gepubliceerd.

## Strips en rubrieken
Hoewel het nieuwe blad strips publiceerde van tekenaars die daarvoor al voor Sjors of Pep hadden gewerkt, ging het in veel gevallen om nieuwe strips. Een groot succes was Storm van Don Lawrence. De strip Sjors & Sjimmie, in de laatste jaren van Sjors getekend door Jan Steeman, kreeg een geheel nieuw aanzien en werd voortaan getekend door nieuwkomer Robert van der Kroft, terwijl Steeman met de voetbalstrip Roel Dijkstra voortaan een meer realistische tekenstijl hanteerde. Oudgedienden van Pep waren onder andere De Generaal (Peter de Smet) en Agent 327 (Martin Lodewijk). In het blad verschenen bovendien geïmporteerde strips als Asterix, Leonardo, Blueberry en Lucky Luke. Er werden ook enkele tekstverhalen geplaatst. Naast strips bevatte het blad educatief en informatief materiaal in de vorm van de rubrieken 'EppoVaria', 'Klapper', 'Eppop' en 'Eppo Interview'. Ook bevatte Eppo puzzels en posters.
Nieuwe strips in Eppo waren onder andere:
- De Alsjemaar Bekend Band
- Falco en Donjon
- Gilles de Geus
- De Leukebroeders
- Opa
- De Partners
- De Partizanen
- Professor Palmboom
- Roel Dijkstra
- Stampede
- Steven Severijn
- Storm
- De Stuntels
- Willem Peper

## Oplagecijfers
- 1975: bijna 300.000[2]
- 1977: 197.069
- 1980: 170.392
- 1983: 118.672
- 1984: 100.163
- 1985: 82.916
- 1986: 66.782
- 1988: 50.000

## Geschiedenis

### Eppo Wordt Vervolgd
Halverwege de jaren tachtig probeerde uitgever Oberon de sterke daling van de verkoop- en abonnementscijfers te keren door in te haken op het succes van het televisieprogramma over strips en tekenfilms Wordt Vervolgd. De naam Eppo werd veranderd in Eppo Wordt Vervolgd. Volgens de omroepwet echter mocht het programma geen aandacht besteden aan het blad. Wel waren vaak striptekenaars die voor Eppo tekenden te gast in het programma en deden striptekenaars mee met de Wordt Vervolgd Clubdagen.
Nieuwe strips in Eppo Wordt Vervolgd waren onder andere:
- Elno
- De Familie Fortuin
- Gaaibaai
- January Jones
- Kanaal 13
- Knetter
- Russ Bender
- Soeperman
- Wondege Wegeld

### Sjors en Sjimmie Stripblad/SjoSji
In 1988 werd de naam van het blad opnieuw veranderd, ditmaal in Sjors & Sjimmie Stripblad. Onder deze naam kreeg de gelijknamige strip een prominentere rol dan ooit tevoren en werd nu geproduceerd door een tekenstudio in Spanje, maar onder toezicht van Robert van der Kroft. De verschijningsfrequentie van het stripblad werd wel teruggebracht naar eens in de twee weken. In 1994 werd de naam verkort tot SjoSji.
Nieuwe strips in Sjors en Sjimmie Stripblad/SjoSji waren onder andere:
- Alias Ego
- Jean-Pierre
- Peer de Plintkabouter
- Sneek
- Spekkie Big
- Washington District

### Sjors en Sjimmie Stripblad Extra
Er verscheen in die tijd ook een blad met als titel Sjors en Sjimmie Stripblad Extra/Sjosji Extra met daarin oude strips die vroeger in de Pep en de Eppo verschenen. Het blad lag in de winkel wanneer er geen reguliere uitgave van het blad verscheen. Het was mogelijk om een combinatie-abonnement te nemen op het gewone blad en de extra editie, zodat de lezer elke week een nummer van Sjosji ontving.

### Striparazzi
De laatste naam van het blad was Striparazzi (in eerste instantie Sjosji Striparazzi); onder deze naam bestond het blad nog een klein jaar. Het bevatte geen vervolgverhalen meer. In 1999 viel het doek.
| Titel tijdschrift               | Vanaf                | Tot                  |
| ------------------------------- | -------------------- | -------------------- |
| Rebellenclub Grabbelton Tombola | 1950-1 (15-09-1950)  | 1954-36 (04-09-1954) |
| Rebellenclub Grabbelton Tombola | 1951-1 (05-01-1951)  | 1954-35 (28-08-1954) |
| Rebellenclub Grabbelton Tombola | 1953-1 (04-09-1953)  | 1954-36 (04-09-1954) |
| Sjors van de Rebellenclub       | 1954-1 (11-09-1954)  | 1968-36 (07-09-1968) |
| Sjors Pep                       | 1968-37 (14-09-1968) | 1975-39 (26-09-1975) |
| Sjors Pep                       | 1962-1 (06-10-1962)  | 1975-39 (26-09-1975) |
| Eppo                            | 1975-1 (02-10-1975)  | 1985-33 (16-08-1985) |
| Eppo Wordt Vervolgd             | 1985-1 (23-08-1985)  | 1988-8 (26-02-1988)  |
| Sjors en Sjimmie Stripblad      | 1988-1 (19-02-1988)  | 1994-17 (15-08-1994) |
| Sjosji                          | 1994-18 (29-08-1994) | 1998-18 (24-08-1998) |
| Sjosji Striparazzi              | 1998-19 (01-09-1998) | 1998-20 (01-10-1998) |
| Striparazzi                     | 1998-21 (01-11-1998) | 1999-4 (01-01-1999)  |
| Eppo                            | 2009-1 (28-01-2009)  | Heden                |

## Eppo2009–heden
In juni 2008 werd de Eppo onder leiding van uitgever Rob van Bavel nieuw leven ingeblazen. Het eerste nummer verscheen op 28 januari 2009. Het tijdschrift verschijnt tweewekelijks en bevat strips van vele oude bekenden, zoals onder andere Storm, Agent 327 en Franka.
Op 18 januari 2019 maakte de uitgever (Uitgeverij L) bekend dat deze de rechten op Eppo had verkregen van Sanoma Media.
Hieronder een incompleet overzicht van de strips die reeds in de nieuwe Eppo zijn verschenen (op alfabetische volgorde):
- 40 hours
- Agent 327 (2009–heden)
- Amorfati
- Argus (reeds gestopt)
- Aria (2011)
- Bob Evers (2009)
- Carbeau - barones & bolides
- Circus Tent
- Dating for Geeks
- DirkJan
- Elsje (2009–heden)
- Eppo (2009–heden)
- Esther Verkest (2009–heden)
- Eugene (2009–heden)
- Flippie Flink (2009–heden)
- Floris van Dondermonde
- Franka (2009–heden)
- Gaaibaai (reeds gestopt)
- Game Over
- Gleever's Dagboek (2009–heden)
- Guardian
- Haas
- Havank (2009)
- Hel
- Hotel Nevelzicht (reeds gestopt)
- Irons (reeds gestopt)
- January Jones
- Jeremiah (1979–heden)
- Jodocus de Barbaar (reeds gestopt)
- Kleine Napoleon (2009–?)
- Kort en Triest (2009–?)
- Leonardo
- De Leukebroeders (reeds gestopt)
- Liberty Meadows (reeds gestopt)
- Max Miller (reeds gestopt)
- De Partners (2009–2014)
- Plunk! (2009–?)
- De Ridder (2016–heden)
- Roel Dijkstra (2016–2018)
- Ronson inc. (reeds gestopt)
- De Ruyter (reeds gestopt)
- Sigmund
- Soeperman
- De Stamgasten (2009–?)
- Storm (2009–heden)
- Tim Tijdloos (reeds gestopt)
- Tom Carbon (reeds gestopt)
- Undertaker
- Uuterwaerdt
- Van Oranje (2016–2018)
- De Vries
- Ward
- Ythaq (2016–heden)